# Kentaro Nakata
Kentaro Nakata (født 13. maj 1989) er en tidligere japansk fodboldspiller.
Han har spillet for flere forskellige klubber i sin karriere, herunder Yokohama FC.